# Dannemarie (Yvelines)
Dannemarie ist eine Gemeinde im französischen Département Yvelines in der Region Île-de-France. Sie gehört zum Kanton Bonnières-sur-Seine im Arrondissement Mantes-la-Jolie. Sie grenzt an Maulette, Bourdonné und Boutigny-Prouais. Die Bewohner nennen sich Dannemariens oder Dannemariennes.

## Bevölkerungsentwicklung
| Jahr      | 1962 | 1968 | 1975 | 1982 | 1990 | 1999 | 2008 | 2013 |
| --------- | ---- | ---- | ---- | ---- | ---- | ---- | ---- | ---- |
| Einwohner | 74   | 64   | 66   | 141  | 266  | 261  | 246  | 217  |

## Sehenswürdigkeiten

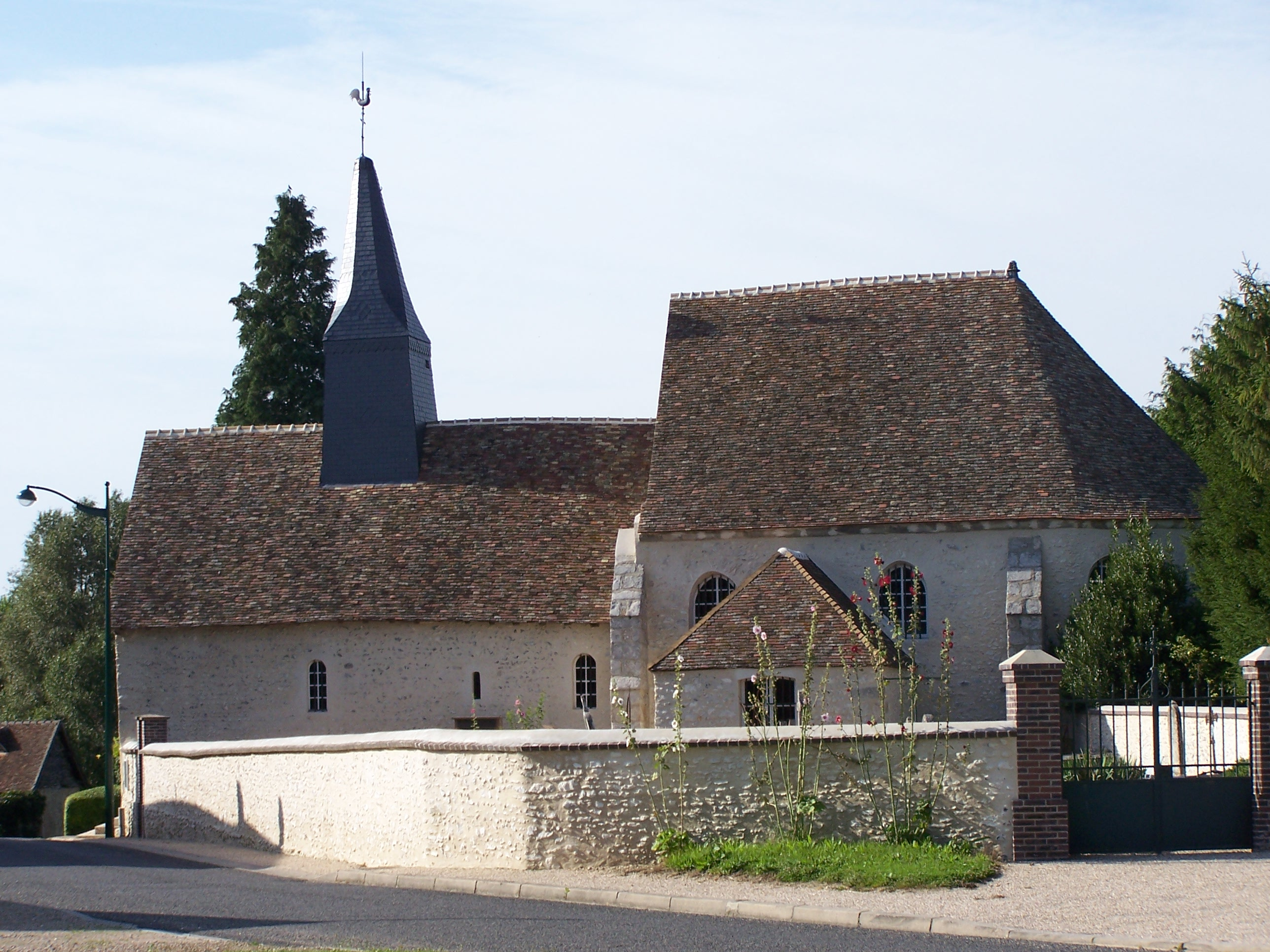
Kirche Sainte-Anne

- Kirche Sainte-Anne